# Michael Ehn
Michael Ehn (* 2. September 1960 in Wien) ist ein österreichischer Soziologe, Schachhistoriker, Autor, Kolumnist und Buchhändler.

## Leben
Michael Ehn wuchs bei seinen Großeltern im nördlichen Burgenland auf. Er studierte an der Universität Wien und legte dort 1986 seine Diplomarbeit über Lebensgeschichten von sozial Devianten vor. 1989 erschien im Verlag der Österreichischen Akademie der Wissenschaften sein Buch Abweichende Lebensgeschichten, das auf narrativen Interviews mit Stadtstreichern basiert.
Bereits Mitte der 1990er Jahre besaß Ehn mit 12.000 historischen Bänden eine der weltweit größten Sammlungen von Schachliteratur. Zudem besitzt er eine umfangreiche Sammlung von historischen Fotoaufnahmen und weiteren Objekten zur Kulturgeschichte des Schachspiels.

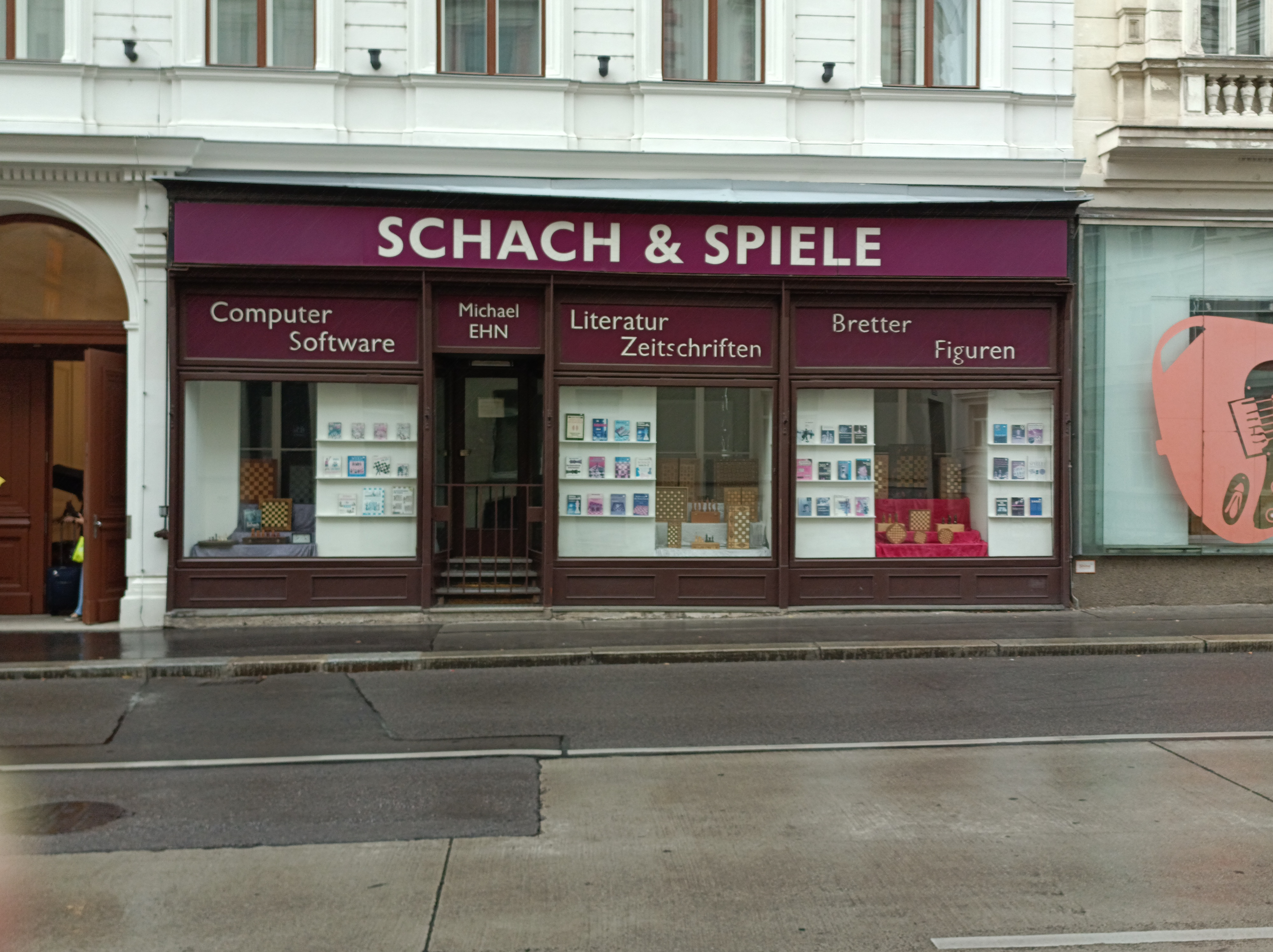
Die Buchhandlung Schach & Spiele in Favoriten (2025)

Michael Ehn betreibt in Wien die aus dem Wiener Schachverlag hervorgegangene Buchhandlung Schach & Spiele und gilt als einer der führenden Schachhistoriker im deutschsprachigen Raum. Von 1992 bis 1994 leitete er ein Forschungsprojekt zum Thema „Schach und Antisemitismus in Wien 1900–1950“ und von 1994 bis 1999 ein Forschungsprojekt zur österreichischen Schachgeschichte. Zusammen mit Ernst Strouhal organisierte er 1996 die Ausstellung Ein Lied der Vernunft im Jüdischen Museum Wien.
Über seine Buchveröffentlichungen hinaus verfasste Ehn zahlreiche Beiträge für Zeitschriften zu diversen Aspekten der Schachkulturgeschichte. Gemeinsam mit Ernst Strouhal verfasst er seit 1990 die wöchentlich erscheinende Schachkolumne in der österreichischen Tageszeitung Der Standard.

## Veröffentlichungen
Ehn veröffentlichte Bücher über die Großmeister Ernst Grünfeld (1993) und Rudolf Spielmann (1996). Zusammen mit Ernst Strouhal publizierte er 1998 unter dem Titel Luftmenschen ein Buch über das Schachleben in Wien zwischen 1700 und 1938.
Im Jahre 1997 veröffentlichte Ehn unter dem Titel Freude am Schach. 50 Partien eines Schachliebhabers eine kommentierte Sammlung von 50 Partien des österreichischen Spielers Ewald Riedl. Bei offenen Turnieren in den USA wurde Riedl als Class-E-Spieler eingestuft, was einer Elo-Zahl zwischen 1000 und 1200 entspricht. Daher ist dieses Buch als Unikum der Schachliteratur zu betrachten. Ehn erklärte im Vorwort dazu, es handele sich bei Riedl um einen „ganz gewöhnlichen Hobbyspieler“, und das Buch sei als „Plädoyer für das Breitenschach“ zu verstehen.
Unter anderem schrieb er schachhistorische Beiträge für die Zeitschriften New In Chess und Karl. Zu dem 1995 erschienenen Sammelband Vom Wesir zur Dame steuerte er den Aufsatz Die große Reform (S. 51 ff.) bei, in dem er sich mit der Änderung der Zugregeln für die Dame in der zweiten Hälfte des 15. Jahrhunderts beschäftigt. Zusammen mit Ernst Strouhal veröffentlichte er in der Zeitschrift Menora (1996, S. 194–220) den Aufsatz Aufstieg und Elend des Wiener Schachlebens. Zu einer verborgenen Geschichte des Alltags und des Antisemitismus sowie in dem Sammelband Emanuel Lasker. Homo ludens, homo politicus (2003) den Beitrag Gedächtnis und Phantasie. Emanuel Laskers kulturalistische Sicht der Verhältnisse von Judentum und Schachspiel und ihre Grenzen (S. 161–172).
Zusammen mit Hugo Kastner veröffentlichte Ehn 2010 das Buch Alles über Schach: Mythen, Kuriositäten, Superlative. Des Weiteren publizierte er zusammen mit Ernst Strouhal im Jahre 2010 anlässlich des 20-jährigen Bestehens der o. g. Kolumne das Werk en passant. Im Frühjahr 2017 erschien Geniales Schach im Wiener Kaffeehaus 1750–1918. Ein Buch über die österreichische Schachspielerin Eva Moser, das er gemeinsam mit Kurt Jungwirth und Markus Ragger verfasste, kam 2021 im Joachim Beyer Verlag heraus.
2022 veröffentlichte Michael Ehn gemeinsam mit Ernst Strouhal im Wiener Album Verlag das 608 Seiten umfassende Buch S/Madness. Von Schönheit und Schrecken des Schachspiels. In diesem Buch wird – in einer Abfolge von 180 Episoden – unter anderem eine Reihe von Persönlichkeiten der Weltgeschichte, der Politik sowie des Kultur- und Geisteslebens in Beziehung zu Schach gesetzt.